# Smedsby, Kyrkslätt
Smedsby (finska: Sepänkylä) är en by i Kyrkslätt i det finländska landskapet Nyland. Smedsby ligger cirka fem kilometer från Kyrkslätts centrum och fyra kilometer från Masaby. Avståndet till  Vecklax är cirka två kilometer. År 2011 fanns det 596 invånare i byn.
De närmaste tjänster så som matbutiken och kyrkan ligger i Masaby. Ett slag som var en del av Finska inbördeskriget tog plats i Smedsby år 1918.